# 科洛布拉罗
科洛布拉罗（義大利語：Colobraro），是意大利马泰拉省的一个市镇。总面积65.91平方公里，人口1408人，人口密度21.4人/平方公里（2009年）。ISTAT代码为077006。